# Yttrocérite
L'yttrocérite est un minéral, variété de fluorine (fluorure de calcium) contenant de l'yttrium et du cérium.
Découvert en Suède.